# Megalestes palaceus
Megalestes palaceus is een libellensoort uit de familie van de Synlestidae, onderorde juffers (Zygoptera).
De wetenschappelijke naam van de soort is voor het eerst geldig gepubliceerd in 2008 door Zhou & Zhou.